# 譚江柏
譚江柏（1911年11月27日—2006年3月16日），清宣統三年（1911年）生於廣州府，是1930年代中華民國國家足球代表隊成員、香港球壇名宿，外號「譚銅頭」。譚曾先後效力南華、星島、九巴等香港甲組足球聯賽球隊。乃香港歌手譚詠麟的父親。於2006年3月16日早上七時許，因身體器官功能衰竭在香港養和醫院病逝。

## 球員生涯
1927年，時年16歲的譚江柏加盟香港甲組足球聯賽著名球隊南華青年軍，初司前鋒。翌季1928-29年度球季，於香港會球場舉行對皇后陸軍的一場甲組聯賽，由於南華左輔劉茂缺陣，譚臨時頂上，首次在甲組亮相即射入兩球，協助南華以2－1勝出，賽後有英文報張大讚他是「新李惠堂」。
1930年應南華隊友葉北華邀請，返回出生地廣州，加盟廣州警察隊，司職交通督察。他與葉北華、馮景祥、李天生四名南華球員加盟，令廣州警察隊實力大增，由原本是魚腩部隊變成勁旅，於是四人被稱為“廣州四騎士”，他並且改踢左後衛。翌年，返港重投母會南華成為正選左後衛。
譚江柏身高5尺10吋，身材標準，獨頸部特別粗大，跳得高又頂得遠，頭球技術為當時全國第一，故有「譚銅頭」外號。球王李惠堂曾稱讚他：「能衛能鋒，陷陣則敵方辟易，防衛則一夫當關，渾身解數，件件皆能。」。
1934年5月，第十屆遠東運動會在菲律賓首都馬尼拉舉行，譚江柏有份入選中華民國足球隊，並且在決賽與球王李惠堂各入兩球，以4－3擊敗日本隊，完成九連霸。
1936年，代表中華民國前往德國首都柏林參加奧運足球賽，獲當時納粹德國元首希特勒頒授過一隻懷錶。
1937年5月2日舉行第五屆督憲盃足球賽，西聯隊以4－2擊敗華聯隊的比賽中，完場前10分鐘，譚江柏從後踢中西聯隊中鋒布力克，導致布力克嚴重受傷，被立即紅牌趕出場。由於譚江柏之前在1935-36年度球季，曾因惡意犯規被香港足球總會判停賽兩個月，並且警告再犯將會重罰，故今次被重判停賽1年。
由於要坐球監，加上中日戰爭緣故，譚江柏返回中國大陸，在滇緬公路協助運輸抗日物資，直至第二次世界大戰結束，譚方才再回港定居。1946年，加盟星島，一年後轉投九巴。1948年夏天，年屆37歲的譚江柏宣告結束球員生涯。

## 家庭生活
譚江柏曾經兩次結婚，原配夫人是朱偉勳，第二任妻子陳珍妮是香港著名歌星譚詠麟生母。譚江柏育有五女一子，譚詠麟是他的獨子。
1985年1月，譚江柏以頒獎嘉賓身份在1984年度十大勁歌金曲頒獎典禮上，將最受歡迎男歌星獎座頒給兒子譚詠麟。

## 個人榮譽
- 2003年第26屆香港最佳足球明星選舉獲頒「球壇榮譽大獎」